# Горное мыло
Го́рное мы́ло (лат. Argilla saponiformis, нем. Bergseife, фр. Savon de montagne),:203 также бо́люс или глина мыловатая, иногда мы́льная земля́ или мы́льный ка́мень — частично устаревшее тривиальное название для обширной группы схожих друг с другом по свойствам глинистых минералов из группы водных слоистых силикатов алюминия с переменным составом. Минералы из группы горного мыла содержат, прежде всего, силикаты (44—46 %), глинозём (17—26 %), окиси железа (6—10 %) и воду (13—25 %). Под этим названием в разных случаях могли иметься в виду разные минералы, чаще всего, галлуази́т (англ. Halloysite, от имени собственного), сапони́т (англ. Saponite, мыльный камень),:187 бентонит или монтмориллони́т (от фр. Montmorillon, топоним). Своё общее разговорное название, постепенно проникшее также в минералогию, они получили за свою способность мылиться и служить в качестве моющего средства разного назначения.
Горное мыло обладает очень низкой твёрдостью (от 1 до 2 по шкале Мооса) и является типичным продуктом выветривания алюмосиликатов. В виде своего основного компонента (бентонита, который образуется при выветривании вулканических пород — туфов и пеплов), горное мыло входит одним из главных минералов во многие типы почв, также оно обнаруживается во многих осадочных породах. Благодаря своему слоистому «пакетному» строению, горное мыло обладает способностью к поглощению воды, сильному набуханию и имеет ярко выраженные сорбционные свойства.

## Название
Название «горное мыло» представляет собой не столько метафору, что достаточно часто встречается в минералогии, сколько простую констатацию мыльных свойств минерала, а также того систематического применения, которое он имел на протяжении тысячелетий. С одной стороны, своё тривиальное имя этот сорт глин получил от своего свойства размягчаться в воде и образовывать с нею вязкое и жирное на ощупь вещество, сходное с густоразведённым мылом.:95 С другой стороны, в течение очень долгого времени население, имевшее доступ к месторождениям таких глин, систематически использовало его в качестве моющего средства различного назначения: от валяния сукна, холста и шерсти — до мытья рук, лица и волос в бане.
Из сочетания двух факторов следуют также и другие синонимичные названия, под которыми встречаются разновидности моющих глин, чаще всего в них, так или иначе, присутствует прямое или косвенное упоминание о мыле. В качестве единственного исключения, пожалуй, можно назвать «сукновальную глину»:264, термин, не связанный напрямую с мытьём, поскольку зачастую горное мыло употребляли для валяния шерсти и сукон, в том числе, и тонких.:157 Кроме того, глины, имеющие подобные свойства, встречаются под следующими названиями: мыльная земля, мыловатая (мыльная) глина, мыльный камень и массой отдельных региональных имён, зачастую включающих упоминание о цвете или название конкретного места, в котором долгие годы добывалось горное мыло. В Сибири и на Дальнем Востоке глины из группы монтмориллонита нередко называли собирательным именем бо́люс (искажённо: бо́лус или даже полюсовая земля). Под таким названием равным образом могли иметься в виду как породы типа каолина, так и бентонитовые глины.
Конвенциональное научное употребление собирательного термина «горное мыло» в целом завершилось к последней четверти XIX века, уступив место отдельным названиям минералов, входящих в эту условную группу. В настоящее время термин считается окончательно устаревшим и не встречается как таковой даже в новейших минералогических словарях.:239,531

## Свойства

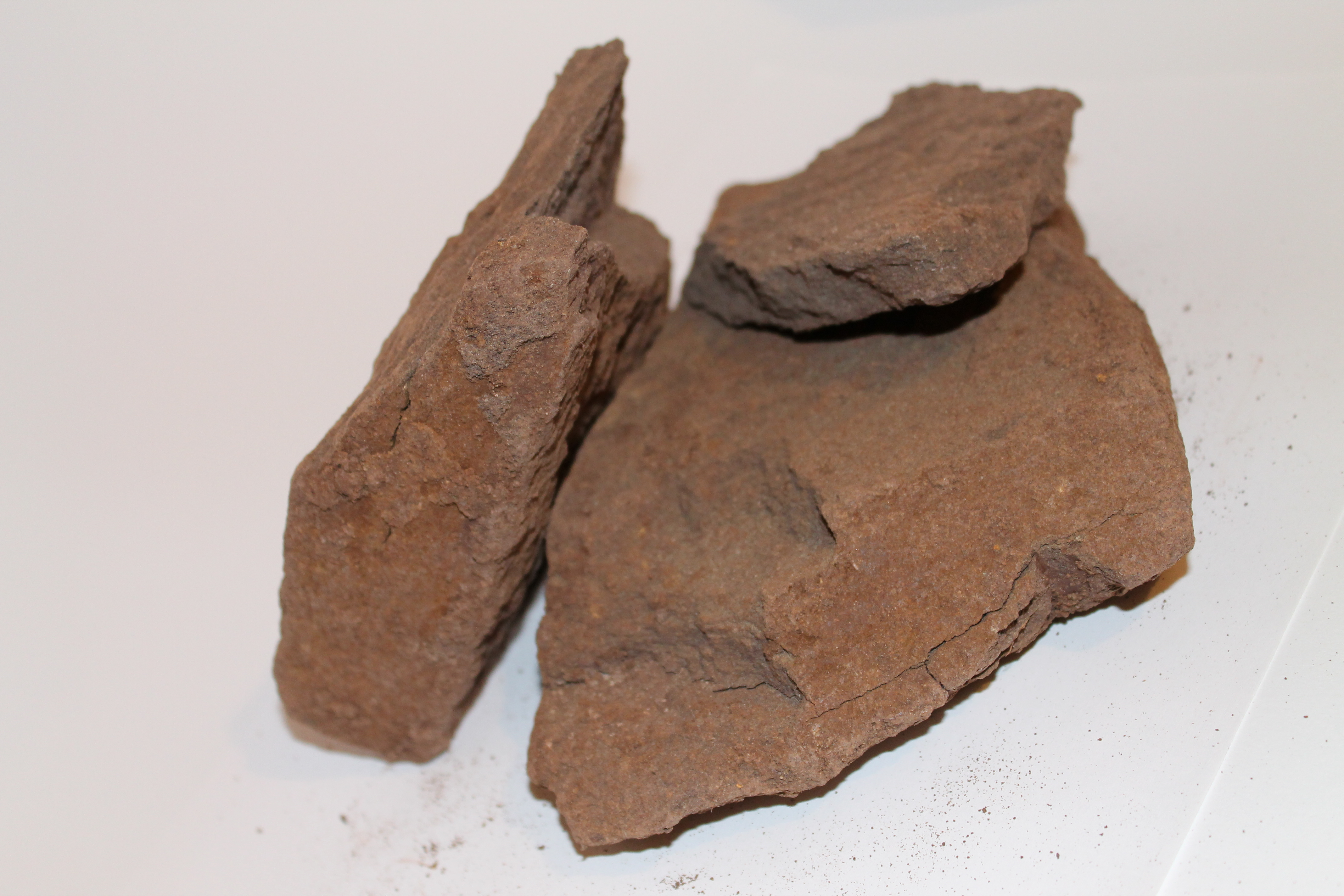
Сапонит (Украина)

Горное мыло обладает теми же свойствами, что и одна из основных своих разновидностей: бентонит или монтмориллонит. Это типичный глинистый минерал, относящийся к подклассу слоистых силикатов, благодаря своему строению обладающий способностью к сильному набуханию. Кроме того, горное мыло имеет ярко выраженные сорбционные свойства. Современное использование бентонитов в промышленном производстве, строительстве и даже в качестве пищевой добавки основано на высокой термической устойчивости, связующей способности, а также каталитической и адсорбционной активности.
Старые авторы XVIII—XIX веков, описывающие свойства горного мыла, в один голос отмечают, что оно непрозрачно, не марко, удобно для письма, а также мягко при смачивании, хорошо мылится и сильно прилипает к языку. На ощупь жирное и лёгкое. По составу (по анализу Бухгольца) содержит 44 % кремнезёма, 26,5 % глинозёма, около 20,5 % воды, 8 % окислов железа и 0,5-1 % соединений кальция (извести).:377-378 Естественным образом результаты химического анализа касаются исключительно той конкретной разности, над которой были произведены лабораторные одействия. Во всех других случаев как процентный состав составляющих глину веществ, так и набор примесей может существенно отличаться от предложенного соотношения. Тем не менее, указанный анализ вполне показателен в целом для той минеральной группы, которую можно описать как «горные мыла».
Находясь во влажной земле или будучи смоченным, горное мыло становится совершенно мягким и похожим на сливочное масло, однако высыхая в сухую погоду на воздухе или при нагревании — твердеет. Также отмечается химическая устойчивость и даже некоторая инертность горного мыла, даже в сильных в кислотах, например, серной, соляной или азотной с ним не происходит никакой видимой перемены или каких-то иных признаков химической реакции.:157
Значительно сильнее расходятся авторы в том, что касается цвета глин. Иоганн Готтгельф фон Вальдгейм в своей обзорной ориктогнозии 1818 года однозначно утверждает, что горное мыло «имѣетъ цвѣтъ свѣтло-смоляно-черный»,:377, а Роберт Джемсон двумя годами спустя сообщает, что «цвет его бледно-коричневато-чёрный».:80 Вслед за ними Иван Ертов и Павел Горянинов практически подтверждают эти сведения,:264 заверяя, что этот минерал «чернобураго цвѣта»,:79, однако другие авторы проявляют значительно меньше категоричности, и чем дальше, тем меньше. Горный журнал за 1826 год пишет, что «мыло сіе имѣетъ различные цвѣты, но болѣе зеленоватый и желтый»,:157 а Григорий Спасский в Горном словаре 1843 года подытоживает: «цвет его вообще белый, переходящий в тёмнобурый, синеватый и желтоватый».:95

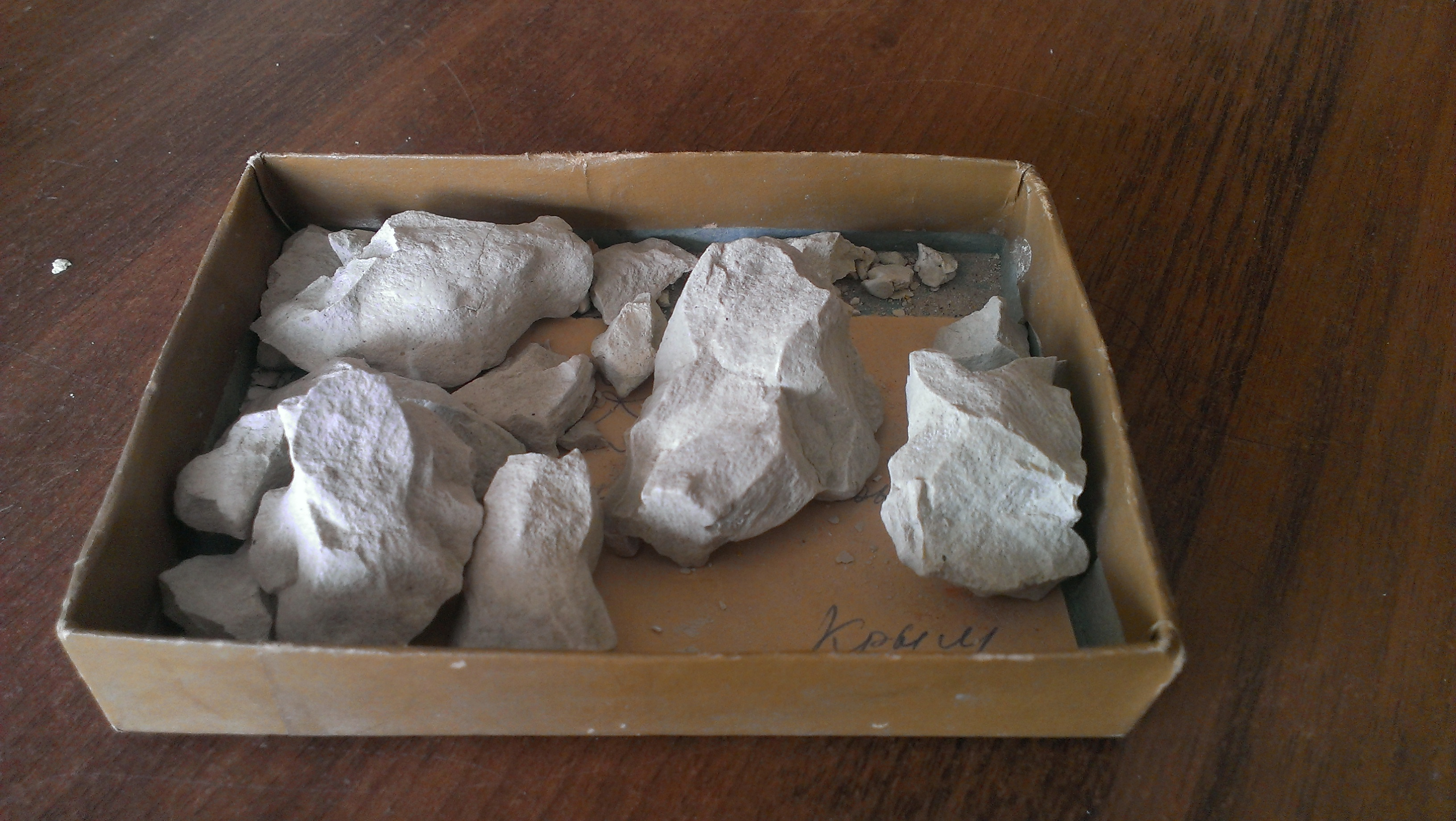
Крымский киль

Понятно, что конкретные характеристики горного мыла (в том числе, и цветовые) связаны, в первую очередь, с широтой охвата региональных форм и разновидностей, которые конкретный автор включал в свой обзор. В частности, Григорий Спасский отдельно упоминает о том, что внешние свойства горного мыла, употребляемого в Казанской и Иркутской губерниях, и особенно — в Крыму под именем киля, в целом сходны с описанными здесь, однако химический состав каждой из этих разностей ещё в точности не определён.:95 Упомянутый крымский кил (белого цвета) добывался во многих местах, в частности, большие его запасы вместе с сукновальной глиной находились у подножия горы Ак-кая.:31
В точности о том же пишет и Павел Огородников в своих мемуарных «Очерках Персии», разумеется, не упоминая точных названий и химических терминов. Рассказывая о своём путешествии по Северному Ирану, он замечает, что разные виды жирной глины, заменяющей бедному населению мыло при стирке белья, находятся в избытке во всех близлежащих горах. К примеру, сероватая глина, продававшаяся на здешнем рынке по 1 р. 80 к. (в 1874 г.) и дороже за хальвар (297,91 кг.), добывается, преимущественно, между деревнями Таш и Муджен, а более дешёвая, желтоватая (по 90 к. за хальвар) — в окрестных горах деревни Тааль-Сааб-абад. Астерабадцы стирали бельё преимущественно глиной Гилясер, которой очень много в астерабадских горах. Помимо того, шахрудцы пользовались ещё и семнонской глиной, происходящей из города Семнона, лежащего на пути с Шахруда в Тегеран. Эта особенно дорогая и, вероятно, высококачественная глина, продававшаяся по 9 р. за хальвар, употреблялась исключительно женщинами при мытье волос в бане.

## Применение
С массовым промышленным производством мыла и других моющих средств употребление глины в этом качестве постепенно прекратилось. Тем не менее, ещё в середине XIX века горное мыло для стирки белья употребляли бедные слои населения не только «на Востоке», но также в Польше и Венгрии.:90
Ещё более устойчивым оказалось традиционное использование горного мыла для валяния шерсти и сукна, особенно, в тех местностях, где господствовал патриархальный уклад жизни. К примеру, в Чечне вплоть до середины XX века готовое сукно продолжали мыть в тёплой воде с «мыловатой глиной», уваливая его ногами. Варкой мыла занимались преимущественно женщины, добывая его в лесогорной полосе, причём, каждая хозяйка непременно варила его про запас, один раз в году, заготавливая около пуда. При том, что местное горное мыло было не слишком высокого качества и с виду напоминало известковый камень, тем не менее, оно пользовалось неизменной популярностью и в случае продажи ценилось даже дороже, нежели русское «заводское мыло», к которому относились с традиционным пренебрежением.
Современное промышленное использование горного мыла очень обширно. Оно в целом совпадает с тем применением, которое имеет один из минералов, скрывавшийся прежде под этим названием, монтмориллонит, остающийся центральным для соответствующей группы монтмориллонита, а также его самая распространённая и хозяйственно важная разновидность — бентонит.

## Галерея

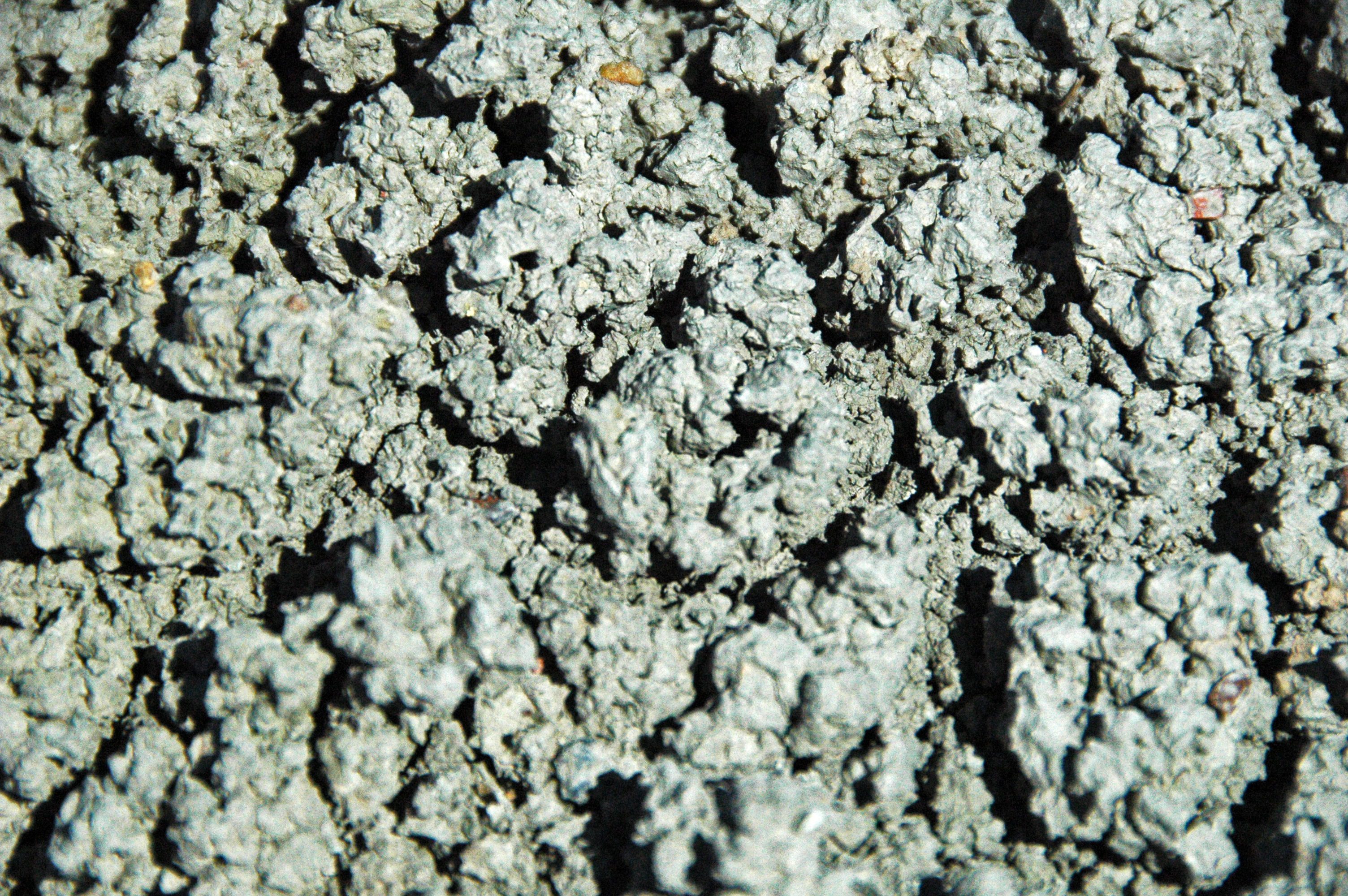
Бентонит
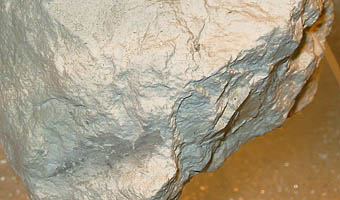
Галлуазит
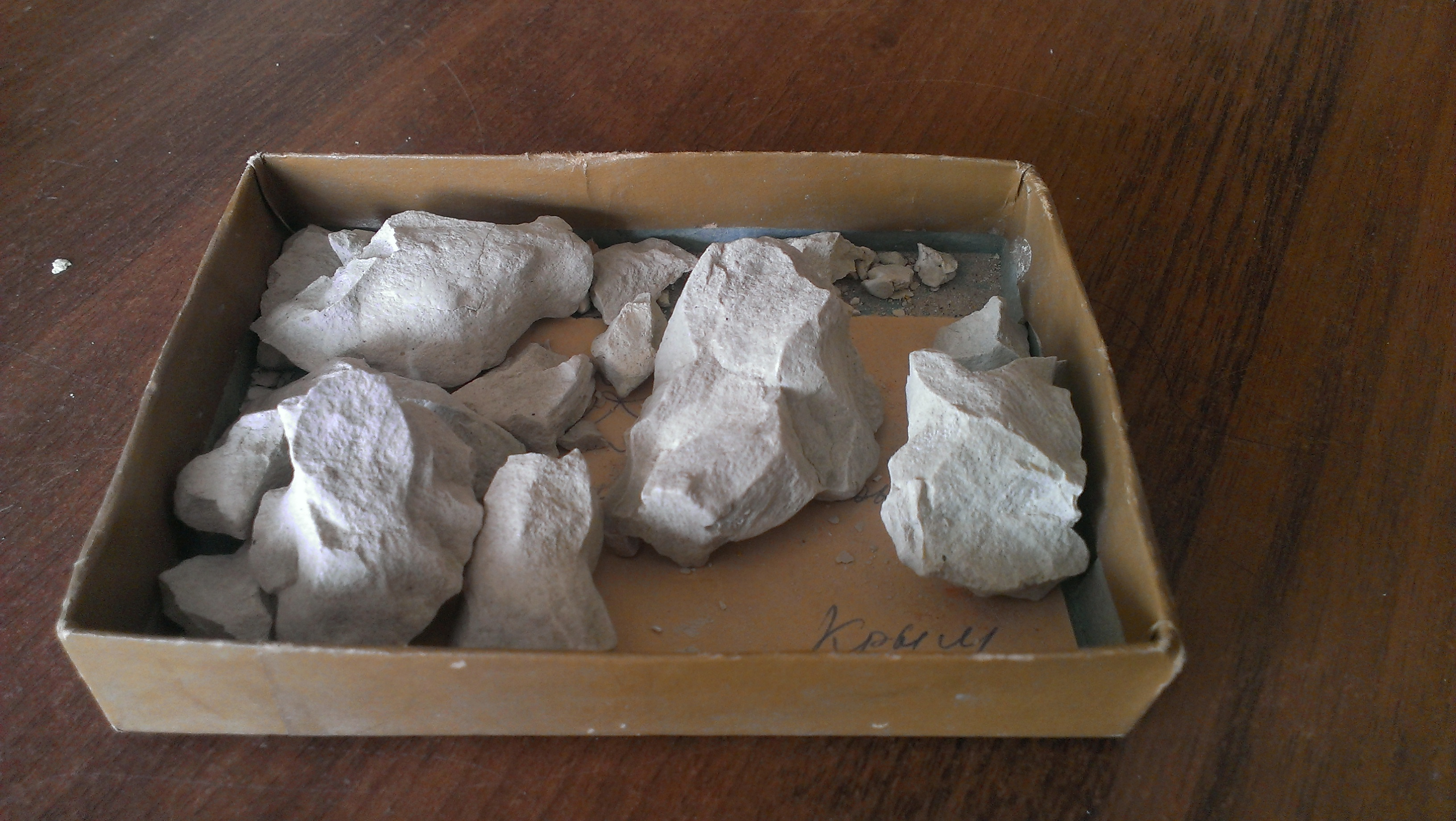
Кил
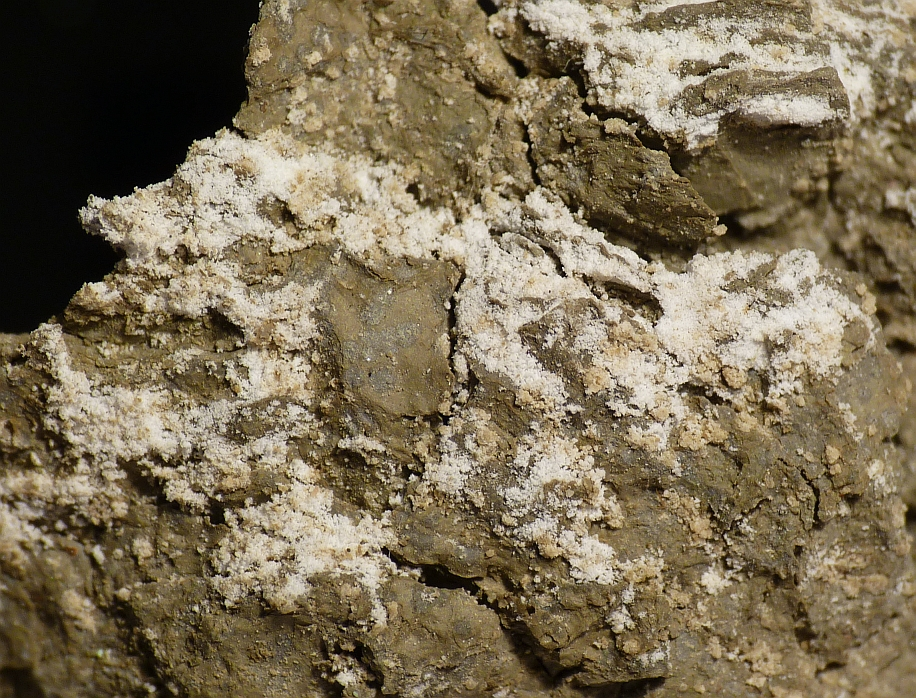
Монтмориллонит
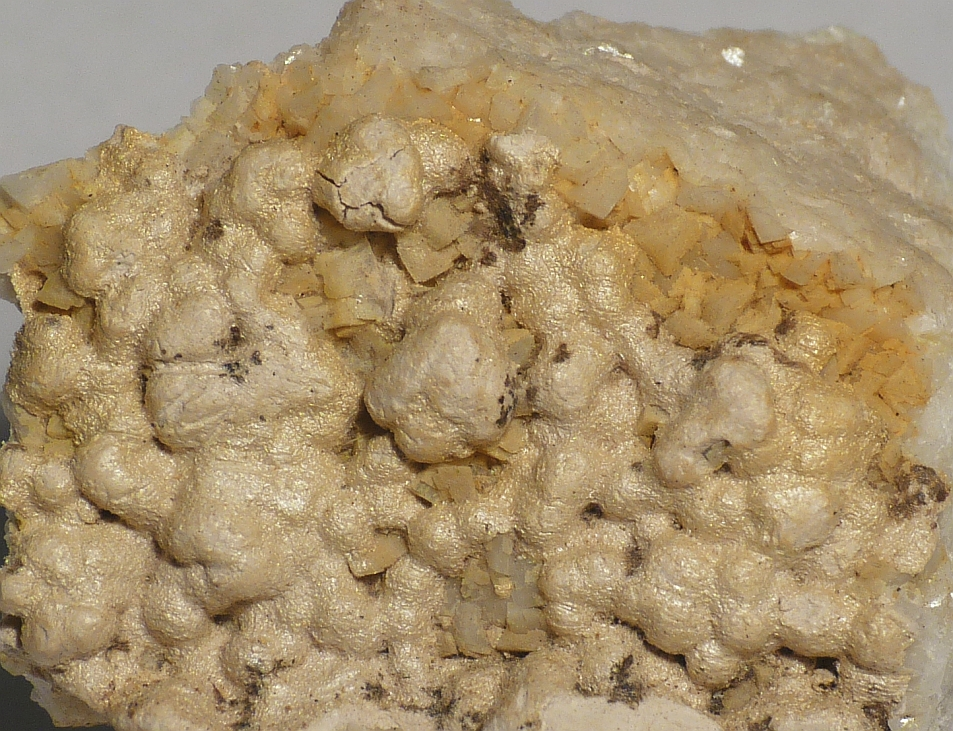
Сапонит